# Akademisk Boldklub
L'Akademisk Boldklub, o semplicemente AB, è una squadra di calcio danese con sede a Gladsaxe, comune a nord di Copenaghen.
Fondato nel 1889 da un gruppo di studenti universitari, nella sua storia il club ha vinto nove volte il titolo danese, in più ha conquistato una Coppa e una Supercoppa nazionale.

## Storia
L'Akademisk Boldklub viene fondato nel 1889 da un gruppo di studenti universitari. Nei primi anni di vita militano nel club giocatori come Niels Bohr, futuro Premio Nobel per la fisica, suo fratello Harald, matematico e medaglia d'argento con la nazionale danese alle Olimpiadi del 1908, e Charles Buchwald, vincitore di due argenti olimpici nel 1908 e nel 1912.
Il primo campionato nazionale di calcio in Danimarca viene organizzato nel 1912; poco dopo questa data la squadra raggiunge la sua prima finale nazionale, nel 1917, venendo però sconfitta 6-2 dal KB. Il primo titolo arriva invece nel 1919, seguito dal secondo nel 1921. Infine, dopo due secondi posto negli anni trenta arriva anche la terza vittoria nel campionato 1937, disputato questa volta in forma di girone.
Gli anni quaranta sono un decennio di successi per l'AB: la squadra vince il titolo nel 1943, nel 1945 e nel 1947, ottenendo anche tre secondi posto nello stesso periodo. In questi anni militano nel club giocatori come Karl Aage Hansen e Ivan Jensen, che si trasferiranno di lì a poco in Italia, e Knud Lundberg, atleta attivo in più discipline. Anche il decennio successivo è ricco di soddisfazioni: l'AB vince due titoli consecutivi, nel 1951 e nel 1952, e rimane comunque nelle posizioni di alta classifica, almeno nella prima parte del decennio; nel 1956 l'AB gioca per la prima volta la finale della Coppa di Danimarca, perdendo però contro il Frem.
Gli anni sessanta si aprono con la retrocessione, che però tiene la squadra lontano dalla massima divisione per un solo anno; dopo un'altra retrocessione l'AB può però festeggiare il nono titolo nel 1967. La stagione successiva il club accede alla Coppa dei Campioni 1968-1969: qui riesce ad eliminare lo Zurigo nel primo turno, ma viene eliminato dall'AEK Atene in quello successivo. La squadra partecipa anche alla Coppa delle Fiere 1970-1971 e alla Coppa UEFA 1971-1972, ma arriva al massimo al secondo turno; al termine del campionato 1971 l'AB retrocede. Tornato prontamente in prima divisione, il club retrocede nuovamente al termine del 1973.
Quello del 1973 sarà per lungo tempo l'ultimo campionato di massima divisione per l'AB: la squadra non riesce più a risalire, e anzi, nel 1985 retrocede in terza divisione. Il club rimane in questa categoria fino al 1994, e intanto fa il suo esordio in squadra René Henriksen.
L'AB arriva di nuovo a disputare la finale della coppa nazionale nel 1995, ma è nettamente battuto, questa volta dal Copenaghen; di lì a poco il club torna a disputare il massimo campionato, nella stagione 1996-1997. In questo periodo vengono ingaggiati giocatori come Jan Michaelsen, Peter Løvenkrands, Brian Steen Nielsen, Martin Albrechtsen e Nicolai Stokholm, e la squadra conquista la prima Coppa nazionale nel 1998. A seguito di questo, e rinforzata anche da Rasmus Daugaard e Mohamed Zidan, l'AB disputa sia la Coppa UEFA 1999-2000, conclusa al primo turno, che la Supercoppa di Danimarca, vinta invece battendo l'Aalborg. La squadra ottiene un buon terzo posto nel campionato 1999-2000; partecipa quindi alla Coppa UEFA 2000-2001, ma nuovamente non passa il primo turno. A fine stagione gioca per la quarta volta la finale di coppa, venendo però sconfitto dal Silkeborg.
Una nuova retrocessione avviene al termine del campionato 2003-2004, in cui peraltro il club viene punito con nove punti di penalizzazione. Da allora l'AB non è più riuscito a tornare in Superligaen.

## Palmarès

### Competizioni nazionali
- Campionato danese: 9

1918-1919, 1920-1921, 1936-1937, 1942-1943, 1944-1945, 1946-1947, 1950-1951, 1951-1952, 1967
- Coppa di Danimarca: 1

1998-1999
- Supercoppa di Danimarca: 1

1999
- 1. Division: 2

1965, 1972
- 2. Division: 2

1993, 2015-2016

### Altri piazzamenti
- Campionato danese:

Secondo posto: 1916-1917, 1931-1932, 1935-1936, 1941-1942, 1943-1944, 1948-1949, 1949-1950, 1954-1955, 1956-1957, 1970
Terzo posto: 1928-1929, 1938-1939, 1945-1946, 1947-1948, 1953-1954, 1955-1956, 1998-1999, 1999-2000
- Coppa di Danimarca:

Finalista: 1956, 1995, 2001

## Organico

### Rosa 2020-2021
| N. |                      | Ruolo | Calciatore                     |
| -- | -------------------- | ----- | ------------------------------ |
| 1  | Danimarca (bandiera) | P     | Oliver Børner Thorup           |
| 3  | Burundi (bandiera)   | D     | Philip Oslev                   |
| 4  | Danimarca (bandiera) | D     | Christian Enemark              |
| 5  | Danimarca (bandiera) | D     | Adnan Curovic                  |
| 6  | Danimarca (bandiera) | C     | Daniel Warmbach                |
| 7  | Danimarca (bandiera) | A     | Frederik Ellegaard Christensen |
| 8  | Danimarca (bandiera) | C     | Tobias Noer                    |
| 9  | Danimarca (bandiera) | C     | Emil Mygind                    |
| 10 | Danimarca (bandiera) | C     | Sylvester Seeger-Hansen        |
| 11 | Danimarca (bandiera) | A     | Yonas Nielsen                  |
| 13 | Danimarca (bandiera) | A     | Rasmus Grosen                  |
| 14 | Danimarca (bandiera) | A     | Karim El Haddouchi             |

| N. |                      | Ruolo | Calciatore           |
| -- | -------------------- | ----- | -------------------- |
| 15 | Danimarca (bandiera) | D     | Lucas Koch           |
| 16 | Danimarca (bandiera) | P     | Jonathan Fischer     |
| 17 | Danimarca (bandiera) | C     | Jonathan Dahl Bagger |
| 18 | Danimarca (bandiera) | C     | Simon Holden         |
| 19 | Danimarca (bandiera) | D     | Albert Nørager       |
| 20 | Danimarca (bandiera) | D     | Marcus Hørbye        |
| 21 | Italia (bandiera)    | C     | Alessio Alicino      |
| 22 | Fær Øer (bandiera)   | D     | Lukas Giessing       |
| 23 | Guinea (bandiera)    | A     | Momo Fanye Touré     |
| 24 | Ghana (bandiera)     | C     | Emmanuel Bio         |
| 26 | Danimarca (bandiera) | A     | Frederik Christensen |
| 27 | Danimarca (bandiera) | A     | Mathias Kisum        |

### Rosa 2018-2019
| N. |                      | Ruolo | Calciatore            |
| -- | -------------------- | ----- | --------------------- |
| 1  | Danimarca (bandiera) | P     | Mark Fabricius Jensen |
| 2  | Danimarca (bandiera) | D     | Sebastian Lassen      |
| 4  | Danimarca (bandiera) | D     | Philip Olsen          |
| 5  | Danimarca (bandiera) | D     | Adnan Curovic         |
| 6  | Danimarca (bandiera) | C     | Daniel Warmbach       |
| 8  | Danimarca (bandiera) | D     | Tobias Noer           |
| 9  | Danimarca (bandiera) | C     | Armend Aslani         |
| 10 | Danimarca (bandiera) | A     | Rasmus Tangvig        |
| 13 | Danimarca (bandiera) | D     | Matti Olsen           |

| N. |                      | Ruolo | Calciatore              |
| -- | -------------------- | ----- | ----------------------- |
| 14 | Danimarca (bandiera) | A     | Nichlas Rohde           |
| 15 | Danimarca (bandiera) | C     | Rasmus Nielsen          |
| 17 | Danimarca (bandiera) | C     | Lucas Petersen          |
| 18 | Danimarca (bandiera) | C     | Sylvester Seeger-Hansen |
| 20 | Danimarca (bandiera) | D     | Daniel Thorup           |
| 23 | Danimarca (bandiera) | C     | Martin Nielsen          |
|    | Danimarca (bandiera) | P     | Oliver Børner           |
|    | Danimarca (bandiera) | A     | Yonas Nielsen           |